# サンタ・カンパニー
『サンタ・カンパニー』 (SANTA COMPANY) は、糸曽賢志による日本のオリジナル作品。2002年に糸曽賢志が描いたマンガが企画の発端となっており、それ以降クリスマス時期に様々な展開をみせている。2014年に糸曽賢志自身の出資により自主制作版のアニメーションが公開となり、2019年にその作品をリニューアルして新たなシーンを追加し長尺化した劇場版の『サンタ・カンパニー 〜クリスマスの秘密〜』が発表され、2021年にはスピンオフ作品として『サンタ・カンパニー 〜真夏のメリークリスマス〜』が発表された。プロモーションも兼ねて「株式会社サンタ・カンパニー」を実社会に設立しており、同社には作品と同じく「サンタ部」「プレゼント部」「トナカイ部」が存在し、実際に事業を行っている。

## 自主制作アニメ版
アニメーション製作、関連商品展開などのプロジェクト遂行にかかる費用を糸曽賢志が全額出資し、作品製作・商品展開までを一貫して行った作品。助成金やクラウドファンディングの活用、作品素材を使用した教材の展開といった手法の組み合わせにより、公開前に製作費用を回収したことでも話題に上った。
2012年11月8日 - 2012年12月25日の間、小説「サンタ・カンパニー プレゼント大作戦！」の発売に合わせてコールド・ストーン・クリーマリーとタイアップイベントを開催。アニメーション劇中にフィンたんが登場しているほか、フィンランドのサンタクロースから届いたメッセージが劇中に使用されている。2013年12月に、大阪府茨木市の協力のもと、アニメーションの一部をプロジェクションマッピング上映し2500名を集客。
2013年7月に日本国内のクラウドファンディングサイト「anipipo」にて支援を呼びかけた結果、目標金額に届かず失敗に終わるが、2013年12月に海外のクラウドファンディング「Kickstarter」にて再度支援募集を開始。30日間で目標金額の50,000ドルを超え、72,270ドルを集めた。
2014年に完成したアニメーションは文部科学省選定作品に選出。東京国際映画祭にて招待上映された他、カンヌ国際映画祭のショートフィルムコーナーにて作品紹介された。また、作品の制作過程データを触りながら学べるDVD-ROM教材や、関連書籍も展開。そのDVD-ROM教材の英語版制作費用も「Kickstarter」にて支援募集し、目標金額の15,000ドルを170％以上上回る25,634ドルを調達。プロジェクト累計1000万円以上の調達に成功した 。

### あらすじ
「サンタ・カンパニー」とは「サンタ部」「プレゼント部」「トナカイ部」の3つの部署から成る大手企業。普段のサンタ部はセキュリティー事業を、プレゼント部は物販業＆運送業、トナカイ部はナビ事業や動物事業を行っています。そして年に一度３つの部署が協力して安全にプレゼントを運ぶ日がクリスマスイブなのです！少女ノエルは不思議な会社「サンタ・カンパニー」に入ったばかりの新人。サンタクロースのお手伝いをする正式な「トントゥ」になるために試験にのぞみます。そんな大事な時に会社に遅れて届いた1通の手紙。それがきっかけとなりノエルと仲間たちはプレゼントを巡る冒険へと出発することに……！

### 登場人物
ノエル・ホワイト
声 - 藤村歩
本作の主人公。プレゼント部のトントゥ見習いの少女。サンタ・カンパニーに迷い込んでから一年が経過。早く一人前になってサンタ・カンパニーの役に立ちたいと願っている。
ミント・ロンド
声 - 戸松遥
プレゼント部のトントゥ。ノエルと仲が良く、おてんばな少女。思ったことをすぐに口に出し、ケンカになることも多い。
トーマス・ダウ
声 - 釘宮理恵
トナカイ部のトントゥ。おとなしく優しい少年。ルドルフ３世と心を通わせられる数少ない人間の一人。ミントに想いを寄せている。
ペドロ・ロンド
声 - 櫻井孝宏
プレゼント部所属でSSSの一員。二枚目で女性職員にファンも多い。ミントの兄。
ルドルフ3世
声 - 烏丸祐一
赤鼻のルドルフの孫。気性が荒く、あまり人になつかない。
ニコラ・ホワイト
声 - 東地宏樹
プレゼント部の部長。厳格で部下からの信頼も厚い。ノエルの父親。
ベル・クリスタル
声 - 梶裕貴
サンタ部のトントゥ。ノエルに想いを寄せる少年。

### スタッフ
- 企画・原案・総監督・プロデューサー - 糸曽賢志
- 監督 - かまくらゆみ
- 脚本 - 福島直浩、糸曽賢志
- キャラクター原案 - 左
- キャラクターデザイン - 原田大基
- プロップデザイン・総作画監督 - 明珍宇作
- 作画監督 - 齊藤佳子、後藤孝宏
- 美術設計 - 青井孝
- 美術監督 - 小幡和寛
- 撮影監督 - 廣岡岳
- 編集 - 坪根健太郎
- アニメーションプロデューサー - 中村浩士
- 音楽 - 板垣祐介
- 音響監督 - 三間雅文
- 主題歌 - ChouCho「君へ贈る魔法」（作詞：糸曽賢志、作曲：rino、編曲：清水哲平）
- アニメーション制作 - Nexus
- 製作・著作 - KENJI STUDIO

## 劇場版
『サンタ・カンパニー 〜クリスマスの秘密〜』のタイトルで2019年11月29日に公開。2021年開催の東京国際映画祭にて招待上映。
製作委員会方式とは異なる手法を用いており、作品における著作権をすべて糸曽賢志が持ちながら製作される劇場アニメーション。2012年に駐日フィンランド大使館公式キャラクターのフィンたんを糸曽賢志がデザインした流れで、フィンランド大使館にて2019年6月10日に制作発表会が行われた。同作は日本とフィンランドの国交100周年記念作品にも位置づけられている。同時上映のオリジナルアニメーション『コルボッコロ』と物語がリンクした作りになっている。
2019年6月20日にSony Bank GATEにてクラウドファンディングを開始し、開始2週間で目標金額4000万円を達成。続いて2019年8月16日より国内のクラウドファンディングサイトMakuakeでも目標金額500万円を達成した。

### あらすじ（劇場版）
ノエルはクリスマスが大嫌い。両親は離婚し、一緒に住む父親も仕事に大忙し。友達も遊んでくれず、今年もひとりぼっちかと憂鬱な気持ちで
横浜の自宅に帰ると、なぜかそこには「サンタ・カンパニー」という会社が広がっていました。なんとサンタクロースは会社組織に属していたのです。驚くノエルの目の前を飛んでいく大勢のサンタクロースたち。そしてクリスマスにおける様々なカラクリを知るノエル。そこで出会った同年代の子供達に感化され、サンタ・カンパニーに入社することを決めます。入社するための試験、プレゼントを配る冒険、途中に迫りくる恐ろしいムックとの戦い、様々な困難の中でノエルが導き出した働く意味とは……！これはクリスマスにまつわる、ちょっと不思議で、それでいてとってもとっても輝ける、秘密の物語。

### 登場人物（劇場版）
ノエル
声 - 花澤香菜
天真爛漫で活発な少女だが、クリスマスの時期は、毎年ひとりで過ごすことが多く、少し寂しい気持ちになる。ある日、知らないうちにサンタ・カンパニーに迷い込み、ベルたちと出会う。
ベル
声 - 梶裕貴
サンタクロースを守りながら、トナカイとともに子どもたちにプレゼントを届けるサンタ部に所属するトントゥ。何事にも立ち向かう勇気の持ち主だが、先走ってしまう一面も。
ミント
声 - 戸松遥
子どもたちへのプレゼントを用意するほか、様々な商品を世界中に販売するプレゼント部所属のトントゥ。優しい性格で、ノエルをプレゼント部に誘う。
トーマス
声 - 釘宮理恵
トナカイを訓練しながら、プレゼントを正確に届けるための地図アプリ開発なども担当する最先端科学集団トナカイ部所属のトントゥ。優柔不断な性格。
ペドロ
声 - 櫻井孝宏
サンタ部に所属するサンタクロース護衛隊SSSの最年少室長。１年前、ベルとともにプレゼントを配達中、ムックに襲われ、怪我をした。ミントの兄。
ニコラ
声 - 近藤雄介
プレゼント部の部長。普段はダンディーでとても優しいが、仕事には人一倍厳しく、部下達からは鬼なんて呼ばれることも。クリスマスを愛している。
ルドルフ3世
声 - 小籔千豊
クリスマスソングのモチーフにもなった伝説のトナカイの孫。真っ赤な鼻を持つ。ある出来事がきっかけで、気難しい性格になってしまう。実は面食い。
カラ
声 - 茶風林
ソリから落ちて仲間とはぐれ、泣いていたノエルを助けた謎の老人。ルドルフ三世がなついていることから、サンタ・カンパニーと繋がりがありそう。

### スタッフ（劇場版）
- 原作・脚本・監督 - 糸曽賢志
- キャラクターデザイン - 左
- 脚本 - オンダユウ
- アニメーションプロデューサー - 河内山隆
- アニメーション制作 - 旭プロダクション
- 音楽 - SUPA LOVE
- 音響監督 - 阿部信行
- 音響制作 - BloomZ
- 主題歌 - 茅原実里「Christmas Night」
- 企画・プロデュース - スターリーキューブ
- 配給 - キグー
- 著作 - KENJI STUDIO

## SDGsスピンオフ版
『サンタ・カンパニー 〜真夏のメリークリスマス〜』のタイトルで2021年1月29日に全世界同時オンライン配信にて公開。2021年開催の東京国際映画祭にて招待上映。
製作委員会方式とは異なる手法を用いており、作品における著作権をすべて糸曽賢志が持ちながら製作された。SDGsにおける14番目の目標である海の豊かさを守ろうに基づき、エンタテインメントで社会課題を解決することを目的に、楽しみながら考えられるアニメーションとなっている。世界で2,000万人以上のアニメファンが集うコミュニティMyAnimeListを通じて世界配信でのオンラインワールドプレミア上映会を行った後、日本財団「海と日本プロジェクト」の一環として全国400校の小学校での上映会実施や水族館での上映会の実施、地上波での放映など、多角的に展開した。クイズ形式の副教材アニメーションも作成され海洋教育の教材としても活用されている。

### あらすじ（SDGsスピンオフ版）
「サンタ・カンパニー」は世界中の子どもたちにプレゼントを届ける大手企業。サンタクロースのお手伝いをするテストに合格した子どもたち「トントゥ」は、いろんな国のクリスマスのために、南半球の島での研修もかかせません。とある南の島で訓練を受けるミントやトントゥの仲間たち。
そこで目にしたのは美しい海と、砂浜、そして浜辺にうちよせるたくさんの海のごみ。この海に暮らす人々や海の生き物はどうなってしまうのでしょうか……。海での訓練もいよいよ大づめ。盛り上がるトントゥたちに突然ピンチが！！『今を頑張るだけよ！』そう心に決めたミントはトーマス、ノアと一緒に危機に立ち向かいます。果たしてその結果は――！？

### 登場人物（SDGsスピンオフ版）
ミント
声 - 戸松遥
ミント色のポニーテールが特徴の元気な女の子。サンタ・カンパニーの『プレゼント部』で、世界中の子どもたちへのプレゼントを準備するトントゥ。サンタ部最年少エースの兄に影響され、南の島の研修に参加してはみたのだが……。
トーマス
声 - 釘宮理恵
少し優柔不断だが、心優しい少年トントゥ。プレゼントを正確に届けるための地図アプリ開発などを担当する、最先端科学集団『トナカイ部』に所属している。ミントのことが大好き。
ノア
声 – 山下まみ
『サンタ部』に所属するトントゥ。クリスマスイブにはサンタクロースやトナカイの手助けをし、子どもたちにプレゼントを届ける。成績優秀で真面目だが、どこかさめた印象を与えてしまう。
エジソン
声 - 古谷徹
『トナカイ部』の開発チームに所属するトーマスのいとこ。研究室にこもってマシン開発ばかりしているので、実際に会うのは2度目。いつもマスクをしているが、その素顔は……。
パネル
声 - 佐藤正治
ピンチに現れた謎のファンキーな老人。ミントがサンタになりたいという夢を叶えるための鍵になる人物。サンタ・カンパニーの創設メンバーの一人。
カワイイ天使
声 - 門脇実優菜
目がくりくりなカワイイ天使。天使界のアイドルグループに所属し、ムードメーカーな一面も。カワイイもの集めとお化粧が大好き。将来の夢は声優さん。
ミステリアス天使
声 - 大谷満理奈
普段から落ち着きがあり、ワンテンポゆっくりな動作が特徴のミステリアス天使。天使界のアイドルグループに所属し、色んな人の悩みを聴くのが得意。
リーダー天使
声 - 糸曽賢志
皆のまとめ役を担う天使界のリーダー。感情の起伏がわかりづらいとよく言われるのが悩み。

### スタッフ（SDGsスピンオフ版）
- 原作・脚本・監督 - 糸曽賢志
- 脚本 - オンダユウ
- キャラクターデザイン - 工藤昌史
- プロップデザイン - Joshua Corpuz
- 美術監督 - 根本勇気
- 色彩設計 – ながさか暁
- 撮影監督 – 千田岳
- CG監督 – Yoel Parmenas Purnomo Sidhi
- 編集 – 廣瀬光希
- アニメーションプロデューサー - 石田健二郎
- アニメーション制作 - ORENDA
- 音楽 - SUPA LOVE
- 音響監督 - 阿部信行
- 音響制作 - 株式会社オンリード
- 主題歌 - STU48「独り言で語るくらいなら」
- 著作 - KENJI STUDIO

## コミカライズ版
糸曽賢志、野口周三、桃井優月、品川千陽による漫画作品が、『サンタ・カンパニー 〜クリスマスの秘密〜』の公開に合わせてLINEマンガにて連載が開始し2021年に完結した。ストーリーは劇場アニメ版とは異なっており、ターゲット年齢層を上げた展開となっている。2019年11月25日にLINEコミックスよりフルカラー版の単行本1巻が発売され、2021年12月15日には同じくフルカラー版の単行本2巻と3巻が同時発売され完結した。作者が4名とも連載時は現役の大学教員であり、マンガ制作を教育に活かしながら週刊連載をする実践的な試みで、芸術を学ぶ大学生達がアシスタントとして参加していた。

### あらすじ（コミカライズ版）
今年もまた、ひとりぼっち。クリスマスに向けて華やぐ街とは裏腹に、ひとり、憂鬱な気持ちを抱えるノエル。そんなとき、怪しい占い師のお婆さんから、「クリスマスに、⼀⽣を左右する何かが起こる」と告げられる。占い師の⾔葉を気にしながらも、⾃宅のマンションに戻ると、エレベーターが知らない階で停まり、扉が開く。そこはサンタクロースを派遣するという不思議な会社で、その巨⼤なオフィスに、ノエルは迷い込んでしまう……。

## 小説版
『サンタ・カンパニー プレゼント大作戦！』は、福島直浩、糸曽賢志、左による小説。自主制作アニメ版『サンタ・カンパニー』の一年前の出来事を描いたアナザーストーリー。アニメでは説明されていない設定が小説で明かされる仕組みになっている。ポプラ社より2012年11月に出版された。

### あらすじ（小説版）
ひとりぼっちのイブの夜、エレベーターを降りたノエルが迷い込んだのは「サンタ・カンパニー」。「早く」「正しく」「こっそりと」をモットーに、子どもにプレゼントを届けるという、サンタクロースの会社だった。そこで出会った３人と一匹の仲間たちと、ソリにのせそこねた一個のプレゼントを届けるために、いざ出発！　スリル満点、冒険と友情とときめきと、感動のクリスマス・ファンタジー！

### 登場人物（小説版）
ノエル・ホワイト
主人公。クリスマスが大嫌い。「サンタ・カンパニー」に迷い込み、未だかつて経験したことのないクリスマスを過ごすことに。
ベル・クリスタル
サンタ部のトントゥ。サンタクロースの天敵と恐れられる「ムック」を退治して、一人前として認められようと悪巧みを画策する。
ミント・ロンド
プレゼント部のトントゥ。ノエルをトントゥと間違え、プレゼント部の手伝いをさせてしまったことがきっかけで仲良しに。
トーマス・ダウ
トナカイ部のトントゥ。頼み事を断れない性格が災いしてベルの悪巧みの共犯者にされてしまい、本人の想いとは違う方向に事態が転じていく。
ペドロ・ロンド
サンタ部のSSSに所属の青年。ミントの兄で、彼女のことをいつも気にかけている。
ルドルフ３世
赤鼻のトナカイ。頬に大きな傷があり人相が悪い。

## 設定・用語解説
サンタ・カンパニー
「サンタ部」「プレゼント部」「トナカイ部」の3つの部署から成る大手企業。クリスマスイブには3つの部署が協力し、親御さんたちからの依頼を受け、自社自慢の能力を活かして安全にプレゼントを運ぶ還元祭を行う。
サンタ部
普段のサンタ部は世界最大規模のセキュリティー事業を営んでおり、クリスマスにはその能力を最大限活かして最小限の時間で、安全に子供部屋へプレゼントを届ける。
プレゼント部
普段のプレゼント部は世界最大規模の物販業＆運送業を営んでおり、クリスマスにはプレゼントの用意、包装、配達をスムーズに行う。
トナカイ部
普段のトナカイ部は世界最大規模のナビ事業＆動物事業を営んでおり、クリスマスにはサンタクロースとプレゼントを最短経路で目的地まで運ぶ。
トントゥ
「サンタ・カンパニー」で行われる試験に合格し、サンタクロースや会社内の手伝いを正式に任命されている子供。
SSS
サンタクロースが子供たちにプレゼントを運ぶ際に護衛として同行し、「はやく、ただしく、こっそりと」任務を遂行できるようバックアップするチーム。
ムック
プレゼントをねらう怪物。その姿は雪男よりも大きく、その心は魔女よりも冷たい。青く光るいくつもの目は見るものを焼きつくし、手から放たれる光の矢は岩をもつらぬく、と伝わっている。

## 教材としての使用
『CAC（キャラクターデザイン・アニメーションカリキュラム）』は、「サンタ・カンパニー」のアニメーション制作過程にできたデータを用いて企画から完成までを触りながら学べる実践的教材。DVD-ROMにPSDなどのデータ資料と制作工程を解説したPDFデータが収録されている。史上初の教材として、東京都より助成対象プロジェクトに選定された。海外のクラウドファンディングサイト「Kickstarter」を活用して英語翻訳化プロジェクトも立ち上げ、グローバル展開もしている。
『アニメに学ぶ 魅力的なキャラクターと動きの描き方』は、「サンタ・カンパニー」のアニメーション作画素材を用いて、演出意図を含めたキャラクターの気持ちを表現する動き、表情、構図の描き方を解説した教本。マイナビより2014年7月24日に出版し、Amazonのデザイン・グラフィックスカテゴリーでベストセラーランキング1位になっている。